# Liste der Monuments historiques in Pierry
Die Liste der Monuments historiques in Pierry führt die Monuments historiques in der französischen Gemeinde Pierry auf.

## Liste der Immobilien
| Bezeichnung        | Beschreibung                                                                                          | Standort                           | Kennzeichnung | Schutzstatus | Datum | Bild           |
| ------------------ | --- | ---------------------------------- | ------------- | ------------ | ----- | -------------- |
| Maison Les Aulnois | schlossähnliches Herrenhaus, um 1780 erbaut; mit Wirtschaftsgebäuden, Park und Teilen der Ausstattung | 61 rue du Général-de-Gaulle (Lage) | PA00078763    | Inscrit      | 1986  | weitere Bilder |

## Liste der Objekte
| Bezeichnung                          | Beschreibung | Standort                       | Kennzeichnung | Schutzstatus | Datum | Bild |
| ------------------------------------ | --- | ------------------------------ | ------------- | ------------ | ----- | ---- |
| Wandvertäfelung des Chorraums        | Holz, 18. Jahrhundert | in der Kirche St-Julien (Lage) | PM51002706    | Inscrit      | 1977  |      |
| Prozessionsstab Heiliger Vinzenz (1) | Holz, vergoldet, 18. Jahrhundert                                                                                               | in der Kirche St-Julien (Lage) | PM51002700    | Inscrit      | 1977  |      |
| Kommuniontisch                       | Schmiedeeisen, 18. Jahrhundert                                                                                                 | in der Kirche St-Julien (Lage) | PM51002702    | Inscrit      | 1977  |      |
| Gemälde Christus und Nikodemus       | Ölfarbe auf Leinwand, 17. Jahrhundert                                                                                          | in der Kirche St-Julien (Lage) | PM51000637    | Classé       | 1979  |      |
| Prozessionsstab Heiliger Vinzenz (2) | Holz, 19. Jahrhundert | in der Kirche St-Julien (Lage) | PM51002704    | Inscrit      | 1977  |      |
| Taufbecken                           | Stein, Kupferdeckel, 17. Jahrhundert                                                                                           | in der Kirche St-Julien (Lage) | PM51002705    | Inscrit      | 1977  |      |
| Zwei Kronleuchter                    | Kupfer, Anfang des 19. Jahrhunderts                                                                                            | in der Kirche St-Julien (Lage) | PM51002701    | Inscrit      | 1977  |      |
| Marienaltar                          | linker Seitenaltar; Altartisch, Tabernakel, Retabel und Gemälde Mariä Himmelfahrt; Holz, Ölfarbe auf Leinwand, 18. Jahrhundert | in der Kirche St-Julien (Lage) | PM51002703    | Inscrit      | 1977  |      |